# TV Shit
TV Shit è un EP collaborativo del gruppo musicale statunitense Sonic Youth e del cantante giapponese Yamatsuka Eye, pubblicato nel 1994.

## Tracce
1. No II (Part 1) – 0:51
2. No II (Part 2) – 1:13
3. No II (Part 3) – 3:30
4. No II (Part 4) – 3:45